# Halalaimus turbidus
Halalaimus turbidus är en rundmaskart som beskrevs av Vitiello 1970. Halalaimus turbidus ingår i släktet Halalaimus och familjen Oxystominidae. Inga underarter finns listade i Catalogue of Life.